# 臺灣話的名稱
此條目為對源自中國閩南、隨者閩南民系移民臺灣而在臺灣成為自然共通語的「臺灣話」的各項稱呼。

## 臺語、臺灣語、臺灣話
關於「臺語」一詞的使用，於清道光二十九年（1849年）至清咸豐三年（1853年）之間，擔任臺灣府儒學訓導的福建省福州府侯官縣籍的劉家謀，曾經在其創作於咸豐二年（1852年）的《海音詩》中的「耗費饔飱百口糧，如山狼籍不堪償；傷財翻被居財誤，浪說紅龜是吉祥」一詩的後面加註道：
吉凶事皆用「紅龜粿」。臺語「龜」若「居」，取居財之意也。每用常數百箇，其棄之也如泥沙，暴殄甚矣。
至於「臺灣話」一詞的使用，則是在直隸總督李鴻章於同治十三年三月十二日（1874年4月27日）的信函中可以見到：
所有東洋興兵打臺灣生番地方之事，連日議論紛紛，頃由長崎信來，知日本派柄川宮（柄川名，宮卽親王也）總督其事，李仙德參議。李卽去年隨副島來過，本美國人，曾任福建領事，會說臺灣話。
在臺灣日治時期，若干著作使用「臺語」或是「臺灣語」的等名稱。如《臺語類編》（1903）、《國語對譯臺語大成》（1916）、《銀行台語會話》（1926）、《警察官對民眾臺語訓話要範》（1935）、《臺語和譯修養講話》（1936）等。臺灣語方面，如《臺灣語集》（1895）、《大日本新領地臺灣語學案內》（1895）、《臺灣語典》（1922）、《教科摘要臺灣語速修》（1925）、《實業教科臺灣語及書翰文》(1925)、《臺灣語之研究》（1931）、《臺灣語法全》（1934）、《新選臺灣語教科書》（1935）、《臺灣語教科書》(1944)等。
1929年，作家連橫在《臺灣民報》上，連續發表了兩篇嘗試整理當時在臺灣社會中所謂之「臺語」的文章。在這之後，他從古漢語中整理出「臺語」的字源，出版了《臺灣語典》一書，以期望能夠建立一套有音有字且文言一致的臺灣語文。而作家黃石輝與郭秋生亦以「臺灣話」一詞來推動臺灣話文運動。黃氏在發表於1930年的〈怎樣不提倡鄉土文學〉一文中主張：「用台灣話做文，用台灣話做詩，用台灣話做小說，用台灣話做歌謠，描寫台灣的事物」。這些論點，得到賴和、蔡秋桐、莊垂勝、李獻璋、鄭坤五等人的支持。

在臺灣總督府的統治下，於1920年代以後，「臺灣話」被禁止使用之事不時地出現。1927年，即有編者在《臺灣民報》第149號上的短評「小言」中指出，日本統治臺灣的文化政策有二，「其二是撲滅言語、嚴禁學童在學校內用臺灣話」。於1929年時，亦有臺中第一中學的校長，為了推行同化政策，使得臺灣人學生說日本語，而在每一學級中，實施了日本語值日生（國語當番）的制度。在這一制度下，若被值日生發現有學生講「臺灣話」，而此事被上報予教師知悉，則講「臺灣話」的學生，會遭遇被處以停學的處分。於1931年時，也發生了學生在談話中使用「臺灣話」，而被學校的教員「命令退學」之事。於1928年時，在臺中師範學校中，更發生了臺灣人學生因為講「臺灣話」，而遭日本人教員毆打之事。

在1945年以後，中華民國政府為了限制臺灣省境內的日本語的使用，而推行了學習中華民國國語的語言政策。由於該政府認為，在語言學中，與北京話同屬於漢藏語系的閩南話與客家話，並不是其所推行的語言政策下的被限制對象。因此，包含閩南話與客家話在內的「臺語」，即被臺灣省國語推行委員會當作一項在國語學習上的有用工具。該委員會即在《臺灣省國語運動綱領》的第1條中規定：「實行臺語復原，從方言比較學習國語」。1956年，中華民國政府即開始全面推行「國語運動」。該政府規定，在政府機關與學校中，一律使用國語而避免使用閩南話、客家話等方言。直至1966年時，該政府正式施行國語的加強推行計畫，而使得其他語言在臺灣社會中的使用空間受到壓縮。
1967年10月27日，中華民國政府指示行政院新聞局、臺灣省政府新聞處等單位，將當時一般人所習稱之「臺語」、「臺灣話」字樣，更改為「閩南語」、「閩南話」。按照報載內容，其更改原因是「本省除許多人說閩南語之外，也有不少人使用客家語，如以閩南語稱為『臺灣話』，就抹殺了客家語」。政府當局表示，「一般人及各種傳播工具都採用『臺灣話』『臺語』等字樣，來代替『閩南語』或『客家語』，不但不符事實，且易滋不良後果」。

2022年8月22日，中華民國行政院核定了由文化部所提出的「國家語言發展報告」。該報告提出了關於臺灣各語言名稱的書面建議用語而供各機關參酌使用。它表示，應優先使用「臺灣原住民族語、臺灣客語、臺灣台語、馬祖語、臺灣手語」等名稱。2024年7月，中華民國教育部对「閩南語語言能力認證考試規費收費標準」修正作出预告，其中第2條条文中所提及的“閩南語語言能力認證考試”将更名為「台灣台語語言能力認證考試」，2024年9月底正名上路。2024年10月，教育部強調閩南語未改名為臺灣台語，課綱研修尚未啟動，針對媒體做出澄清，目前跟文化部正在進行「國家語言發展會議」，廣泛徵詢各界意見，目前沒得到普遍共識，而非啟動研修課綱將閩南語改為臺灣台語。未來如啟動課綱研修，將恪守課綱審議之程序與規範。
在中華人民共和國的傳播媒體中，新華社曾經發布其在2016年7月所修訂的《新华社新闻信息报道中的禁用词和慎用词》。在該文件的第84條中，新華社表示，不得將臺灣民眾的日常使用的漢語方言閩南話稱呼為臺語，而在各類出版物、各類場所中，亦不得使用或是出現「臺語」字樣。例如：對於臺灣歌星不能簡單稱為「臺語」歌星，可稱為「臺灣閩南語」歌星。國台辦認為，民進黨方面把閩南語改稱台語是一種「去中國化」操作。

### 爭議
對部分閩南裔台灣人而言，自稱「台灣人」，而稱自己說的話是「臺語」、「臺灣語」、「臺灣話」卻時不時會被攻擊是霸權、沙文主義，屢被改稱閩南人、閩南語，不過閩南當地也有世居客家人、畲族和新進移民，為多語言多族群地區，「閩南人」和「閩南語」在辭彙和口語上一樣都不概括當地全部。台灣的教育部分別有台灣閩南語常用詞典、台灣客家語常用詞典。

### 討論
關於「臺灣話」是否只包含了閩南語而不包含了臺灣其他族群語言的討論，配合了臺灣總督府土地調查政策施行的野田岳陽，早在出版於1900年12月20日的由位在臺北撫臺街一丁目的博文堂所發行的《臺灣土語叢誌》第6號上指出：
雖然提及臺灣語世人皆以為其全然如漳州、泉州話的代名詞一般，但是當我們單純討論「臺灣語」這一概念的時候是不可不將客家話即「廣東語」以及福州話等包含在內的。
在出版於1907年的著作中，畢業於帝國大學文科大學博言學科的語言學家小川尚義指出，臺灣語(又名臺灣島內的語言)，主要有：「漳州語」、「泉州語」、「客人語」、「番語」四種。而其中的「漳州語」、「泉州語」、「客人語」，均是屬於「支那語族」。畢業於臺北帝國大學的吳守禮，曾經在出刊於1944年4月的由金關丈夫所主編的《民俗臺灣》第34號上表示，所謂之「臺灣話」，又可以分為以下幾種：「臺灣的福建話」、「臺灣的廣東話」、「臺灣的高砂族話」、「臺灣式國語」。他也表示，在語言學上的「臺灣話」一詞，是指「臺灣的高砂族話」這一語言。而吳氏主張，其所提出的「臺灣式國語」一詞，是指在臺灣總人口中，使用者占了多數的「臺灣的福建話」。1946年12月14日，王華林在《大公報》上指出，臺灣省的「漢人的來源多來自福建和廣東兩省，一般的臺灣語因此也分閩南語和客語兩種。同是一省的人民，因來源不同，民族性也有殊異。」《東南日報》的記者，亦在刊於1948年2月1日的該報上的記錄其前往臺灣旅遊數月的文章中表示：「內地人所謂臺灣話，是籠統的，其實它包括客話（粵音）、及閩南話（閩音）兩種，就是道地的臺灣人會說客話，亦不會說閩南話的」。1949年5月9日，商靈雨則是在《大公報》上表示：「現在我們所稱的臺灣人，其實都是來自福建廣東的移民；臺灣話跟閩南語是一樣的，而閩南語則跟潮州話相差無幾。」

#### 學術界
語言學家丁邦新在出版於1979年的研究臺灣的漢藏語系語言和南島語系語言的專門著作中指出：「……現在我們時常聽到有人以『臺灣話』一詞指稱閩南語，其實那是不切實際的，說閩南語的人固然在臺灣的人口中佔了半數以上，但是臺灣並不只有一種閩南語，同時閩南語分布的地區除了臺灣之外，還有前面提到的福建南部、廣東東部、海南島以及海外各地，幅員廣大。」德國波昂大學哲學博士李明輝在2003年9月12日討論龍應台文章與臺灣文化的座談會上，提及一段發生在2000年與一批臺灣學者前往福建省泉州市參加學術會議時的小插曲。當他們在當地的街上閒逛時，有位同行的臺灣學者忽然很興奮地說：「欸，他們都會講臺語耶！」李氏則是回應：「你小聲點，不要被人家笑死！人家講的是泉州話。」同李氏所提及的例子相類似的描述，尚出現在旅美評論家劉添財與日本東京大學法學博士許介鱗的著作中。劉氏在出版於2012年的著作中表示，某位臺灣南部地區的鄉鎮民意代表到福建省的廈門市旅遊時，驚奇於「伊中國人攏會曉講阮臺灣話」（他中國人都懂得說我們臺灣話）一事。劉氏亦表示，這其實應該是「阮臺灣人攏會曉講伊中國話」（我們臺灣人都懂得說他中國話）才對。而其中的「中國話」一詞，乃指起源於中國閩南地區的閩南語。許氏在出版於2020年的研究臺灣獨立運動歷史的專門著作中表示，在民主進步黨成為執政黨以後，有某位主張臺灣獨立的臺灣青年到福建省的泉州市旅遊時，竟會疑惑泉州人怎麼會講「臺灣話」？許氏指出，此人的言論，是反映了日本文學家尾崎秀樹所說之「祖國喪失」與「白癡化」的現象。由於民主進步黨在臺灣推行的教育內容，使得他不知道「臺灣話」原本是來自於閩南語的事實。

以研究聲韻學、語音學、文字學聞名的語言學家謝雲飛，在出刊於2000年6月的論文中指出：「臺灣本地的閩南人稱『閩南語』為『臺語』或『臺灣話』。這個名詞本身是不通的，因爲臺灣地區沒有一種單一可通全境的語言；雖然操閩南語的人數比較多，但也不能忽視其它族群的權利義務，況且客家人的數量也不算少。除此以外，更有原住民的九族九種語言，大陸來的各省方言，都是不可忽視的。」謝氏表示，其有一位鄰居，自新加坡旅行返家後訝異的向他表示：「你說奇怪不奇怪？我到新加坡街上買東西，到處都可以用『臺語』溝通，新加坡人怎麼會說臺語呢？」謝氏回應：「那是因為你的見識不夠，你所謂的『臺語』，根本不是臺灣的語言，而是福建南部的方言。因為你的祖先是從福建南部來的，新加坡的許多華人也是從福建南部去的，所以你們所講的話相同。語言學家稱之為『閩南語』，新加坡人稱之為『福建話』，你卻稱之為『臺語』，那是你的錯，新加坡人會說閩南語並不稀奇。」2002年6月21日，在國立清華大學國際會議廳所召開的研討會議上，美國伊利諾大學博士、語言學家鍾榮富在分析「臺語」一詞的語言意義時即指出，將「臺語」解釋為「臺灣閩南語」一詞縮寫的做法，會使同處在臺灣生活的其他族群，如臺灣客家人，產生認同的疑慮。他表示，這些人或許會順勢追問：「如果『國語』只侷限於北京話是一種鴨霸心態，也是一種殖民心態。那麼把『臺語』解為臺灣閩南語的縮寫，其心態、意識型態不是完全相同嗎？」他並且表示，因為此問題的提出所獲得的答案，可能「不外乎靜默或者乾笑以對」。

2011年，在由國史館臺灣文獻館出版的《臺灣全志》一書內，國立臺灣師範大學博士、語言學家羅肇錦與國立彰化師範大學博士、語言學家陳秀琪共同表示，「臺語」（Tai language）一詞，在學術界中原先是指現今的「傣語」。至於民間社會中的「ho lo hue」，在學術界中則是以「閩南方言」（Minnan dialect）或「閩南語」來稱之。不過他們表示：「後來在臺灣的大眾傳播，慢慢把臺灣的語言簡稱為『臺語』，而臺語之中又以閩南語最流行，說這種話的人也最多，於是大家都不顧事實，把臺語等同於閩南語，這與拿北京話等同於國語一樣，是以偏蓋全，混淆事實的。」他們並且表示：「目前，有一種令人最難以接受的狀況是，很多人不能接受國語就是北京話，卻一再強調『臺語』就是閩南語，這是很矛盾的認知，我們認為既然北京話不能等同於國語，那麼閩南語也不能等同於臺語，免得被冠上『以暴易暴，不知其非矣。』的難堪。」羅氏與陳氏更表示：「縱使今天臺灣，閩南語的勢力幾乎可以環蓋全島，也不能藉著語言的實力，在意識上全面的自我膨脹，要使臺灣變成以閩南語為主體的獨立文化，而且無視其他族群的存在。近幾年來，不管媒體也好，書面語和口頭語也好，大家都說『臺語』。臺語不稱『閩南語』或『學佬話』，這是藉語言實力抬高自己的意識形態，是令人不敢苟同的另種大沙文主義。」2018年3月，國立清華大學博士、中央研究院語言學研究所副研究員蕭素英，則是在研究中國國家政策和語言教育的論文中表示，處於當前所有臺灣的語言，皆屬於臺語的語言平等的趨勢下，若干學者仍然以「臺語」一詞，來指稱「閩南語」之舉，乃會招致被其他學者評論為「福佬沙文主義」的情況。

尚有其他學者表達過對於閩南語是否為「臺灣話」，或是「臺灣話」是否只包含了閩南語而不包含了臺灣南島語等臺灣其他族群的語言的議題的看法。以臺師大公民教育與活動領導學系副教授洪泉湖為首的學者群，在出版於2005年的專門介紹臺灣文化的《臺灣的多元文化》一書中共同表示，在臺灣社會民主化以後，「政壇開始流行的『臺灣話』，事實上只是閩南話。」2005年，美國喬治·華盛頓大學博士陳毓鈞在討論當代臺灣與中國的研究著作中，點出有關於當時臺灣語言的問題：「臺灣有人以說國語為中國人，說臺語為臺灣人作為界限，又將閩南語作為臺語代表。不過，以漳、泉話為主體的閩南人，四百多年前就和客家人一起來臺灣，怎能說閩南話是臺語而客家話不是呢？更何況閩客來臺之前，就已有好幾種的原住民話在臺使用，原住民話怎能說不是臺灣話？」同時他也表達其對於語言分類方面的疑惑：「目前在臺使用的國語以及在大陸使用的普通話，已有一些差異，而國語在臺灣使用已經五十多年，難道不是臺語的一種嗎？」因此他認為：「硬要以閩南語作為臺語之代表，那是閩南沙文主義的霸道。」對於陳毓鈞所點出的語言問題，這亦是引起了推薦其著作的江丙坤在關於臺灣語言與「愛臺灣」的討論。於東吳大學中國文學系擔任教師一職的東吳大學文學博士鹿憶鹿，在出版於2011年的文集中表示，有一位移民至美國的朋友主張「愛臺灣的方式是堅持講臺灣話」，其並且認為「不講臺灣話的人是不愛臺灣」。鹿氏表示，所謂之「臺灣話」，其實是閩南語，而且在中華人民共和國福建省講閩南語的人，是比起在中華民國臺灣省講閩南語的人要來得多。2020年，美國印第安納大學公共事務博士汪明生，在介紹公共事務管理的著作中，以摘錄學人對於臺灣地方社會的觀點的方式表示，「語言是人與人溝通的橋樑，在高雄基層主要的通行語言為臺語，臺語在語文研究來講為『河洛語』，世界上並沒有一種語言叫作臺語，臺語之於臺灣，另方面也是多數暴力的結果。」汪氏亦表示，「客家人何辜也！外省第二代以及原住民朋友何辜也！」若在高雄不使用「臺語」而使用中華民國國語來與他人溝通，會容易因為社會中所流行的「愛臺灣」口號，而被他人當成是不愛臺灣的人或是臺灣外省人。

任教於臺師大圖文傳播學系的學者劉立行，則是在出版於2021年的研究中華民國的認同政治的專門著作中表示：「臺灣內部現有原住民各語族、河洛語族、客語族、以東南亞移民為大宗的所謂新住民，以及操著過去中華民國威權時期稱為『國語』口音的外省族群。部分臺灣人不稱自己的母語為『閩南語』而稱臺語，是因為前者名稱『以中國為主體』。」劉添財在討論《大學雜誌》與臺灣獨立的文章中指出，臺灣獨立運動人士「特別喜歡強調『和中國人語言不同』，以證『臺灣民族』的『特殊意識』，來做『獨立』的一大理由和動力。」

1992年8月，國立臺灣師範大學碩士李筱峰在祝賀外省人臺灣獨立協進會成立時表示：「過去的臺獨運動，有著極強烈的鶴佬人（閩南後裔）的沙文主義傾向。他們往往以鶴佬話（在臺灣的閩南語）作為『臺灣話』的專利，並以此作為『臺灣人』的符號。為了反抗國民黨過去對母語的歧視，他們往往矯枉過正，獨尊鶴佬話為臺灣話的正統。」他也表示，在這些人之中，有的人甚至會說：「來臺灣四十年了，不會聽臺灣話，活該！」對於此般言論，他則表示：「我真耽心有一天原住民會說：『你們來臺灣三、四百年，還不會聽臺灣原住民的話，活該！』」他亦表示，此種「鶴佬人沙文主義」的臺灣獨立概念，「只會讓其他語族的同胞退避三舍」。
1995年，國立臺灣大學博士范振乾在指出臺灣社會歷來存在著多族群文化的特色時批評：「人口佔多數的閩南族群中的大沙文主義者，以及許多欠缺尊重不同文化素養的媒體，卻在解嚴後，在唯我族群基本教義派的主導下，以一種『出頭天』、『媳婦熬成婆』的心態，排他而狂妄地宣稱自己的族群才是『臺灣人』，宣稱自己的母語才是『臺語』。將『臺灣』這個具有『土地』與『文化』雙重的意含完全排他地獨佔了，完全無視於過去不同族群共同為臺灣這塊土地奮鬥犧牲、流血流汗的歷史事實。」
1999年，加拿大康考迪亞大學博士戴正德在討論臺灣未來的國家語言教育時，曾表示：「有人認為臺灣話指的就是鶴佬話。這是一種錯誤的認知」。在支持施行多語政策的立場上，他亦表示：「臺灣話其實包括所有臺灣之語言，有鶴佬、有客家、有原住民。為了更清楚的定義所謂的臺灣話，我們必須開始以新的名稱來敘述。也就是說臺灣話包括有鶴佬臺灣話、客家臺灣話、原住民臺灣話（或阿美族臺灣話、曹族臺灣話……等）。」易言之，他更表示：「『臺灣話』一詞是廣義的，它包括了至少三種語系。」

2015年，美國加利福尼亞大學聖巴巴拉分校教授杜國清在其著作中表示：「臺灣本身就是一個民族的熔爐。一般所謂臺灣人，指閩南人而言，而所謂臺灣話，意指閩南語，事實上是不合理的。」他亦表示：「一個地區具有多民族而方言雜多的現象，並不是臺灣所獨有，在中國大陸更是普遍。」 中國中南財經政法大學教授古遠清則是在其出版於2021年的著作中，在討論臺灣文學與臺語文學在未來發展的問題時，曾表示：「如果說，像林宗源講的『臺灣文學』只能用『母語』寫作，而這個『母語』又專指閩南話而不包括客家話、原住民語言，那與戒嚴時期國民黨認為只有普通話文化才是『中國文化』並無本質的不同。」他批評：「這種『一語獨大』的做法，縮小了臺灣文學發展的空間，妨礙了本土文學多元化的發展。」

#### 文化界
在台灣文化界中，對於語言議題，若干作家與文學評論家亦有所表示。例如：畢業於國立臺灣大學的文學評論家趙天儀，在出刊於1987年的《臺灣文藝》雙月刊的卷頭論壇中指出：「所謂臺語文學創作，除了使用河洛話發展而來的臺語創作之外，也涉及客家語、原住民的語言等文學創作的問題。」楊青矗在探討發生於1980年代末期的臺灣的政治運動、社會運動等運動的文章中表示：「臺灣話包括客家話、福佬話及原住民話」。對於雙語教育的政策，他主張：「務求各級學校的中文課程實施國臺雙語教讀，使學生人人能說北京話也能說臺灣話。」這並且是使得客家裔臺灣人、閩南裔臺灣人、臺灣原住民，均能夠使用各自的母語。1988年2月，楊國鑫撰文表示，在當時的一般報章雜誌中所經常提到的「臺灣話」一詞，其實歷來存在著兩種解釋。一種是將「臺灣話」釋為福佬話或鶴佬話；另一種則是將「臺灣話」釋為福佬話、客家語，以及臺灣原住民語。後者的解釋，有時也會將中華民國國語納入「臺灣話」的範圍中。1989年3月，作家林雙不在臺中市西屯區的教會中回答前來聽其演講的民眾問題時，指出，「臺灣話包括一般所說的福佬話閩南語，也包括了客家同胞所說的客家話，也包括了所有臺灣原住民所有的語言，這些語言統稱為臺灣話」。

1990年代，在由財團法人吳三連臺灣史料基金會所舉辦的「臺灣史料評析講座」上，以臺灣客家人的族群關係為講題的美國布朗大學博士徐正光，於回答聽者所提出的問題時回憶，當年在國立清華大學成立「臺灣研究室」的研討會上，就有人提出該研究室應該要使用被稱為「臺語」的閩南語來發言的意見。對於此一意見，一同參加研討會的作家李喬，則是以客家語立即表明：「客家話也是臺灣話的一種。」

1991年7月，在「臺語文研究會議」上，主辦和協辦的團體一致規定：「臺語」一詞，是指「臺灣各族群的母語」，其包含有福佬語、客家語，以及原住民各族語言。對此，一同加入會議討論的作家鍾肇政表示，他們的主張「無疑是一項值得重視、讚揚之識見」。他也表示：「否則原住民各族語言及客語均被摒除在『臺語』之外，這在大家銳意追求民主、多元的當前社會趨勢下，殊屬有違尊重少數、弱勢之道。無他，尊重實乃民主的真諦之一也。」作為鍾氏朋友的盧孝治，亦在出刊於2004年1月的回憶性文章中表示：「有人習慣性地說臺語是河洛語，講河洛話的人是臺灣人，而客家是客家，鍾老經常會主動糾正這些，他大聲說：『客家話也是臺語，客家人也是臺灣人。』我見過鍾老好幾次義正詞嚴，大都是為此事而發飆。」

儘管於1991年7月的臺語文研究會議上，已是有多個文學團體與作家，認同所謂之「臺語」乃指「臺灣各族群的母語」的看法。不過仍然有少數參加過該會議的人，在會議結束後，無視會議中所傳達的族群平等的看法。東海大學哲學碩士楊長鎮表示，以研究閩南語出名的許極燉，即在1992年的《自立晚報》副刊上抨擊鍾肇政、彭瑞金、羅肇錦等作家與學者的看法，而堅持「臺語就是福佬語」與「福佬語就是臺語」等說詞。林央敏亦在出版於1996年3月的著作中，站在反對中國國民黨的政治立場與在臺灣人口中占有多數的閩南人的族群立場上逕自宣稱，在當時社會上，以「賀佬話為『臺語』的現象是合理合實且自然方便的」。他更宣稱：「現今沒有任何一種語言比賀佬話更能合乎事實與恰當的代表『臺語』，目前海內外都很自然且習慣的稱賀佬話為『臺語』了，其他語族的臺灣人實不必刻意否認或反對它」。

於2000年代時，亦有作家表示其對於以臺語進行創作的看法。例如：2004年5月，的旅美小兒科醫師朱真一表示：「所謂臺語創作，不應侷限於福老臺語，客家話亦是臺語的一種。」
2024年7月27日，針對教育部，將以臺灣台語取代臺灣閩南語，成為官方書面用詞，在文化部舉辦國家語言發展會議場外，羅肇錦、梁榮茂以及客家團體發動抗議，也發起公民連署運動，賴金河做為發起人代表，訴求「台語」應該是公共財，「臺灣台語」也應包含台灣任何族群等國家語言，10月6日，桃園市立圖書館總館舉辦客語論壇，現場有客語工作者認為，臺灣台語的命名將壓縮其他族群語言，並強化閩南主導地位，讓外界對台灣語言身分產生混淆，產生語言不平等。

#### 政治界
在臺灣政治界中，對於閩南語是否為「臺灣話」，或是「臺灣話」是否只包含了閩南語而不包含了臺灣南島語等臺灣其他族群的語言的議題，民主進步黨與中國國民黨的政治人物，均有人表達過各自的看法。例如曾擔任中華民國第10任與第11任副總統的哈佛大學法學碩士呂秀蓮，早在出版於1979年的以臺灣歷史與政治為主題的專門著作中表示，根據哈佛燕京圖書館的資料，「臺灣島上的居民所使用的話，如果概稱之為臺灣話，至少包括三種不同的話語：閩南語、客家語與山地語。」呂氏表示，其中的「山地語」，是屬於南島語族的印度尼西亞支系。它包含了三個語群：排灣語群、泰雅語群、鄒語群。而在漢藏語族中，閩南語與客家語的地位，是與上海話、四川話、北京話平等一致的。曾擔任中華民國第13任行政院院長的中華民國陸軍一級上將郝柏村，其依據語言學中的家族分類，在出版於2019年8月的回憶錄的講述中華民國與臺灣人民的章節中表示：「政客指閩南語為臺灣話，我從不承認閩南語是臺灣話，難道漳州人、泉州人、廈門人說的是臺灣話嗎？香港被英國統治百年，除英語外，他們說的是粵語，從沒有香港話這個詞，故臺灣話是不存在的，是冒用了。」亦有從臺灣的其他族群的角度，來看待這一語言議題者。例如當時擔任臺北市市長的吳伯雄，在1999年的訪談紀錄中表示，自己有一次在與朋友吃飯時，因為同隔壁桌的客家朋友說客家話，而招致使他覺得奇怪的反應——「拜託您說臺灣話好不好」。吳氏認為「我們的祖先一樣來臺灣兩百多年，為什麼我們說的客家話不算臺灣話，要閩南話才能算是臺灣話，實在是毫無道理。」，也表示「從政這麼多年的經歷，我可以很明顯的感受到客家人在臺灣是很弱勢的族群，與我們人口數不成比例。」

### 附註
1. ↑  於1986年7月膺選為中華民國中央研究院第16屆人文及社會科學組院士
2. ↑  擔任中央研究院中國文哲研究所研究員
3. ↑  畢業於國立臺灣大學森林學系，以「阿修伯」為筆名
4. ↑  1970年代至2000年代擔任國立臺灣大學政治學系教授
5. ↑  曾擔任國立中山大學公共事務管理研究所教授
6. ↑  由磺溪文化學會、臺灣筆會、臺灣語文學會、臺語研究會等多個團體召開，並且有許成章、林繼雄、許極燉、羅文傑、鄭良偉、莊柏林、陳千武、李篤恭、林央敏、林亨泰、洪惟仁、楊青矗等多位學者和作家參與
7. ↑  先後於1965年與1971年分別取得國立臺灣大學醫學院醫科醫學士與加利福尼亞大學柏克萊分校人類營養學哲學博士，並且在臺灣醫學、臺灣文學，以及臺灣歷史等領域出版過多本著作

## 臺灣閩南語、臺灣閩南話
在張相時出版於1927年11月的關於華僑的著作中，即出現「閩南語」一詞。摘錄如下：
閩粵人畛域之見甚深。故其辨別力亦強。然外省人之未嘗旅行於閩粵或南洋者。則難明其區別矣。大致閩人係指漳泉一帶之閩南人而言。粵人係指以廣府話或其近似之土語為方言者而言。即廣肇惠等屬之人也。潮州本屬粵省。而其方言則近於閩南語。
該詞彙也出現在1928年5月4日發行於中華民國上海市的《時事新報》的一則有關舉辦於英屬馬來亞安順的足球比賽報導中：
席間由主席梅栢君致詞、表示歡迎之熱忱、繼由暨南球隊代表傳栢頭君用閩南語答詞、對於該隊此行之目的及暨校與華僑之關係、詳述無餘、
至於「閩南話」一詞的使用，李元奇於1931年2月7日的《臺灣新民報》上表示：
在四百餘萬人口的臺灣社會裏、至少有三百多萬人是穿得中國的衣服、操得中國的口音（閩南話）住得中國式的屋子、行得中國式的習慣風俗、
該詞彙亦出現在1936年6月13日的發行於中華民國廣西省境內的《南寧民國日報》的副刊——「銅鼓」上。時人是在介紹傳教士所使用的白話字的文章中稱：「在順治末，康熙初，『通海遷民』之禁令下，『靈明我會』西班牙教士不得入內地傳教，又不願看閩南各處傳教的成績因，『無駕御而淪沒』，於是在臺灣，澎湖等處，用拉丁字母拚寫閩南話，寫敎會中的誡條和敎理，印成書籍，偷偷地潛入內地，以供教徒的需要。」「閩南語」一詞亦為臺灣戰後多數用語，如蔡培火〈閩南語注音符號普及旨趣〉（1950）、〈閩南語注音符號普及建議〉（1951）、王采薇《閩南語教學教材》（1965）、國防部《實用閩南語會話》（1966），隨著1967年新聞局等單位的「改正」，「閩南語」一詞更逐漸取代「臺語」、「臺灣話」而成為臺灣官方的正式名稱，中華民國教育部國語推行委員會及全國語文競賽採用之，其他類似尚有臺閩語、福臺語等。

關於「臺灣閩南語」一詞的使用，早於1954年1月17日，董同龢、趙榮琅、藍亞秀等人，即已在國立臺灣大學法學院會議室所舉辦的中國民族學會成立大會上，宣讀了使用該詞彙的論文。在臺灣的語言學研究中，亦是使用之，如：曹逢甫、蔡美慧編《臺灣閩南語論文集》（1995）、董忠司《臺灣閩南語辭典》（2001）、教育部《臺灣閩南語羅馬字拼音方案使用手冊》（2008）、《臺灣閩南語常用詞辭典》（2008）、吳昭新《新編台灣閩南語用字彙編》（2013）等著作。

### 討論
學者孫洵侯在出版於1964年5月的考證著作中即指出：「臺灣話，就是閩南話。因為臺省人，十九來自閩南，一小部份，來自廣東的客語區，而閩粵人又遷自中原，仍舊保持着中原的古音古話。」日本東京大學博士許極燉，亦在出版於1990年1月的著作中表示：「可以說，臺灣話乃是指通行於臺灣境內的一種閩南話，它又叫作福佬話。這種語言是從閩南的漳泉地方傳來的，是漳州語和泉州語混合而成的一種不漳不泉的閩南話（福佬語）。」於1980年獲得中華民國國家文學博士學位的林慶勳，則是在出版於2001年10月的語言學著作中表示，以「臺灣閩南語」一詞定名，是既可區隔臺灣現有的其他重要語言，如：阿美語、客家語、國語等語言；又能有別於廈門、泉州、漳州、汕頭等原鄉地區的閩南語。不過，美國德州大學博士蔣為文，在發表於2013年11月的政論中表示了其反對使用「閩南語」或是「福佬語」等詞彙來指稱閩南語的態度。蔣氏在2009年7月時，亦向中華民國教育部表示其反對使用閩南語一詞的看法。2023年1月，學者鄭清鴻，則是對於客家委員會將其所參加的座談會紀錄中的「臺語」一詞，均替換成閩南語的方式，感到不滿。

## 福佬話、學佬話、鶴佬話、河佬話、河洛話
該詞的漢字寫法眾多，有福佬話（福老話）、學佬話（學老話）、鶴佬話（鶴老話）、河佬話（河老話）、河洛話（河洛語）、和樂話等。其多表音為「Hô-ló」，而來源有多種說法，亦可能原始即無相對應的漢字。

關於「河老」一詞的使用，在明代思想家顧炎武的《天下郡國利病書》中，收錄了一篇由郭造卿所撰寫的〈防閩山寇議〉。郭氏表示：
猺人，楚、粵為盛，而閩中山溪高深之處間有之。漳猺人與虔、汀、潮、循接壤錯處，亦以槃、藍、雷為姓。隨山種插，去瘠就腴。編荻架茅為居，善射獵，以毒藥塗弩矢，中獸立斃。其貿易商賈，刻木大小短長為驗。今酋魁亦有辨華文者，山中自稱狗王，後各畫其像，犬首人身，歲時祝祭。族處喜讐殺，或侵負之，一人訟，則衆人同；一山訟，則衆山同。常稱城邑人爲河老，謂自河南遷來畏之，繇陳元將卒始也。
在地方志中，亦出現關於「河老」的記述。例如：先在清嘉慶二十一年（1816年）修纂、後在民國二十四年（1935年）以鉛字重印的《雲霄廳志》第三卷「民風」中，即有「土人稱之曰『客』，彼稱土人曰『河老』。」的描述。而早在《平和縣志》第十二卷「雜覽志」中，也有相同的文句。歷史學家連橫，是使用漢字「河洛」一詞，來對應閩南語發音中的「ho11 lo53」。國立臺灣師範大學地理學系的韋煙灶與李易修認為，以「河洛話」或是「河洛語」指稱閩南語，似乎是起於1955年在《臺北風物》的第4卷第3期上由吳槐所發表的〈河洛語（閩南語）中之唐宋故事〉一文。

在成稿於清光緒二十年（1894年）十二月的《鳳山縣采訪冊》的「癸部藝文二兵事下」中，鳳山縣歲貢鄭蘭在其所撰之〈勦平許逆紀事【並序】〉一文內表示：
福人【粵稱閩人曰福老，謂福建人也】競渡而逃西【下淡水在縣境之東；逃西者，謂西渡淡水溪來歸縣治也】，客子循溪而逐北【客子指粵人，以其籍隸廣東，與我閩有主客之分也】。
關於「福老」或是「福佬」，以及「學老」或是「學佬」的使用，美國傳教士衛三畏，在以銅板梓行於清同治十三年（1874年）的《漢英韻府》的序言中，即以「hok-lò」一詞記載了「福佬」與「學佬」兩名稱。而來自於廣東省的思想家歐榘甲，曾經在清光緒二十八年（1902年）的發行於美國舊金山的《大同日報》上，連續刊載了由其所撰寫的〈新廣東〉一文。在該文中，歐氏表示：
廣東言語，約分三種：一客家，二福佬，三本地。本地之族，據省之中部，受珠江之流，水運四達，交通最便，扼中央之權，其語遂為粵語正宗。客家之族，則東據惠嘉而連江西，西據欽廉而連廣西，大約背山嶺而面海口，其錯入廣肇中部，與本地雜居者，亦多有焉。福佬之族，則據福建一省，而連潮州一府，其形勢與客家相近，亦與客家雜居為多，本地則罕有之。
此外，在耶穌會會士夏之時（Louis Richard）先以法文編撰、耶穌會會士甘沛樹（Martin Kennelly）後以英文翻譯的出版於1908年的《中國坤輿詳誌》（Comprehensive Geography of the Chinese Empire and Dependencies）一書中，則是記述了「學老」（Hoklos or Hsiolaos）一詞。文獻學家廷敬，在其於民國初年所編輯的《補讀書樓文集》的〈潮州福老民族考〉一文中指出：
潮州民族分客家、福老二種，客家語音近於中原，且舊為汀、贛僑寓，見於《寰宇記》、林太僕達泉《客說》，及先師柳介先生之《嘉應州志》按語，言之詳矣。至福老一族，則語音歧異，故人多有疑其舊為土族者。
1924年8月15日，謝直君在《民國日報》的專欄「學滙」上指出，「福老話」的範圍，是「閩省之漳泉廈門。粵省之潮州。（除操客語之大埔丰順外）瓊崖等地土話屬之。」在由臺灣總督府出版於1932年3月的《臺日大辭典（下卷）》一書中，亦是載有以日文假名拼讀的「福佬」與「福佬人」兩辭條。

### 討論
國立清華大學博士洪惟仁認爲，由實際語音比較中認定，上述各種漢字表記最主流的實際音讀當為「ho̍h-ló」，是對應古代百越（百越族）之貉、及蠻族之獠，本字當為「貉獠」，但漢字不雅，洪惟仁照廣東人習用之「鶴佬」表示。根據洪惟仁的實際調查，「ho̍h-ló」一詞原非閩南人自稱，而是客家人對閩南人的稱呼，尤其是對閩客交界地帶的閩南人或閩南語，這個名稱並未受到交界地帶以外的閩南人的認可，泉州人的閩南人完全不知道、漳州人大部分不知道自己被稱為「ho̍h-ló」，「ho̍h-ló」在臺灣也以客家人較常使用，閩南人本身不太自稱「ho̍h-ló」。

## 其它名稱
- 福建語：由李璋與王育德等人使用，如李献璋的《福建語讀本》（1941）、《福建語法序說》（1950），以及王育德的《福建語研究卷》（2002）。
- 咱人話：2011年9月，先後畢業於中華民國淡江大學與美國德州大學的蔣為文主張，可以使用「咱人話」（Lán-lâng-oē）一詞，來指稱在臺灣的閩南語。[110]
- 福爾摩沙漢語：在美國報告書《Civil Affairs Handbook Taiwan (Formosa)》中，以「福爾摩沙漢語」（Formosan Chinese）一詞，來指稱臺灣話。[111]

## 參閱
- 閩南裔臺灣人
- 臺灣話
- 臺灣語言列表
- 福佬沙文主義